# حسن الدهماني
حسن الدهماني (توفي يوم 30 أغسطس 2018)، هو مغني تونسي.

## وفاته
توفي يوم الخميس 30 أغسطس 2018 إثر حادث مروري بمنطقة عين الديسة التابعة لولاية سليانة، وهو في طريقه لإحياء حفل غنائي ضمن مهرجان التين بمدينة كسرى عندما انقلبت السيارة التي تُقلّه واثنين آخرين. و دِفن في اليوم التالي في مقبرة الكرم.

## حياته
متزوج ولديه ثلاثة أولاد.

## وصلات خارجية
- وفاة المطرب التونسي حسن الدهماني في حادث مروري
- وفاة المطرب التونسي حسن الدهماني في حادث أليم
- (فيديو): الحادث الذي توفي فيه الفنان الدهماني
- (فيديو): جنازة الفنان حسن الدهماني